# Деннехи, Брайан
Бра́йан Мэнион Де́ннехи (англ. Brian Manion Dennehy, 9 июля 1938, Бриджпорт, Коннектикут — 15 апреля 2020, Нью-Хейвен, Коннектикут) — американский актёр кино, театра и телевидения.

## Биография
Брайан Деннехи родился 9 июля 1938 года в Бриджпорте (штат Коннектикут), вырос в нью-йоркском квартале Бруклина. Поступил в Колумбийский университет, где сочетал учёбу с успешным выступлением за студенческую команду по американскому футболу. После получения диплома бакалавра истории (1960) пошёл служить в морскую пехоту, отдав армии США 5 лет. Ветеран войны во Вьетнаме. Дважды был женат: Джудит Шефф (1959—1974) и Дженнифер Арнотт (с 1998); две дочери (Элизабет и Кэтлин) выбрали актёрскую карьеру. Воспитал также двух приёмных детей: Кормака (1993 г.р.) и Сару (1995 г.р.).

## Творчество

### Первые роли в кино
Дебютировал как актёр в 1977 году в небольших ролях телесериалах «Коджак» и «Серпико», затем получал роли в популярных сериалах «Династия», «Даллас», «Лу Грант». В 39 лет дебютировал в художественных фильмах «В ожидании мистера Гудбара» и «Полукрутой» (1977).
Режиссёры и продюсеры телевизионных сериалов предпочитали Деннехи из-за его ирландской внешности Деннехи (188 см рост, вес — под центнер, голубые глаза). Известность пришла к Деннехи с ролью серийного убийцы Джона Уэйна Гейси в телесериале «Поймать убийцу», за который он получил номинацию премии «Эмми» в номинации актёр второго плана. Также он снялся в фильме Питера Гринуэя «Живот архитектора» (1987). За роль Крэклайта в этой картине он получил награду на Чикагском кинофестивале.
В 80-е годы Брайан Деннехи сыграл в боевике «Рэмбо: Первая кровь», где он в роли шерифа противостоит герою Сталлоне, а также в триллере «Парк Горького», в детективной дилогии «Иллюзия убийства». Критики высоко оценили актёрский дуэт Деннехи и Джеймса Вудса в картине «Бестселлер».

### Популярность и признание
В 90-е годы он получил несколько этапных главных ролей: профсоюзного лидера Джеки Прессера (История Джеки Прессера), сержанта Рида в одноимённом телефильме (здесь же впервые пробовал себя как сопродюсер, сценарист и режиссёр) и многочисленных детективных телелентах, где теперь играл не убийц, а полицейских. Разнообразнее становится и жанровый репертуар: главная роль в мелодраме о поздней любви «Уходящая жизнь», одна из главных ролей в комедии «Увалень Томми» (1995), роль Монтегю (Монтекки, отец Ромео) в современной экранизации Шекспира «Ромео + Джульетта» (1996).
На пороге тысячелетия вышла телевизионная версия бродвейской постановки по пьесе Артура Миллера «Смерть коммивояжёра», за исполнение главной роли Деннехи получил «Золотой глобус» и в очередной раз номинировался на премию «Эмми».
С середины 90-х годов выступал на сцене, с 1995 года — на Бродвее. За участие в двух постановках он получил главную театральную награду года «Тони», в том числе за роль в пьесе Миллера «Смерть коммивояжёра» (1999), что подвигло продюсеров на телеэкранизацию постановки с участием актёра (и ремейк знаменитого телефильма 1985 года с Дастином Хоффманом).

### В новом веке
После 70 лет актёр снимался в картинах:
- «Она ненавидит меня» (режиссёр Спайк Ли);
- «Нападение на 13-й участок» в роли сержанта Джаспера О’Ши;
- В телевизионных фильмах-разоблачениях — о корпорации «Энрон» «(Афера века», 2004);
- О сексуальных скандалах, связанных с католическими священниками в США («Наши святые отцы»);
- «Рататуй» (актёр озвучания);
- «Пересечение Десятой и Вульф» в роли агента Хаврарта;
- «Три слепых мышонка» (экранизация книги Эда Макбейна);

В послужном списке актёра — более 180 ролей в кино и на телевидении, десятки сценических образов в театре.

## Смерть
Брайан Деннехи скончался 15 апреля 2020 года в возрасте 81 года от естественных причин.

## Факты
- Деннехи столь часто путали из-за внешнего сходства с Чарльзом Дёрнингом, что он даже перестал обращать на это внимание.
- Деннехи в своём интервью («Playboy» (USA), November 1993, Vol. 40, Iss. 11, pg. 118—119+164-166, by: David Rensin, «20 Questions») заявлял, что, будучи морским пехотинцем, воевал во Вьетнаме и был ранен шрапнелью, но в 1999 году признался, что ближе американской военной базы Окинавы к Юго-Восточной Азии не подплывал.
- После выхода на экраны ремейка «Смерти коммивояжёра» 1985 года с участием Дастина Хоффмана на вопросы о сравнении двух актёров[каких?], которые ему постоянно задавали, Деннехи с юмором отвечал:

«Я не могу играть как Хоффман, потому что я выше чем 160 см и вешу более 56 килограммов. Я не Хоффман, и этим фактом страшно огорчён».

## Избранная фильмография (актёрские работы в полнометражных фильмах)
| Год  | На русском                             | На языке оригинала                               | Персонаж                  | Прим.         |
| ---- | -------------------------------------- | ------------------------------------------------ | ------------------------- | ------------- |
| 1977 | В поисках мистера Гудбара              | Looking for Mr. Goodbar                          | хирург                    |               |
| 1977 | Муравьи                                | Ants aka It happened at Lakewood Manor           | брандмайстер              | ТВ            |
| 1977 | Полукрутой (фильм)                     | Semi-Tough                                       | Ти-Джи Ламберт            |               |
| 1978 | Руби и Освальд                         | Ruby and Oswald                                  | Джордж Паулсен            | ТВ            |
| 1978 | Кулак                                  | F.I.S.T                                          | Фрэнк Васко               |               |
| 1978 | Грязная игра                           | Foul Play                                        | Ферджи                    |               |
| 1978 | Настоящий американский герой           | A Real American Hero                             | Бафорд Пасер              | ТВ            |
| 1979 | Бутч и Сандэнс: Ранние дни             | Butch and Sundance: The Early Days               | Хэнкс                     |               |
| 1979 | Миля Джерико                           | The Jericho Mile                                 | Dr. D                     |               |
| 1979 | 10                                     | 10                                               | Дональд                   |               |
| 1982 | Рэмбо: Первая кровь                    | First Blood                                      | шериф Уилл Тисл           |               |
| 1983 | Парк Горького                          | Gorky Park                                       | Уильям Кервилл            |               |
| 1983 | Не зови волков                         | Never Cry Wolf                                   | Роси                      |               |
| 1984 | Игра в прятки                          | Finders Keepers                                  | Фриццоли                  |               |
| 1984 | Речная крыса                           | River Rat, The                                   | Док Коул                  |               |
| 1985 | Кокон                                  | Cocoon                                           | Уолтер                    |               |
| 1985 | Сильверадо                             | Silverado                                        | шериф Кобб                |               |
| 1985 | Дважды в жизни                         | Twice in a Lifetime                              | Ник                       |               |
| 1986 | Иллюзия убийства                       | F/X                                              | Лео Маккарти              |               |
| 1986 | Орлы юриспруденции                     | Legal Eagles                                     | Кавана                    |               |
| 1987 | Живот архитектора                      | Belly of an Architect, The                       | Стурли Крэклайт           |               |
| 1987 | Бестселлер                             | Best Seller                                      | Деннис Мичум              |               |
| 1988 | Вдали от дома                          | Miles from Home                                  | Фрэнк Робертс-ст.         |               |
| 1988 | Кокон 2: Возвращение                   | Cocoon: The Return                               | Уолтер, вожак инопланетян |               |
| 1988 | Месть отца                             | Father’s Revenge, A aka Rattennest, Das          | Пол Хобарт                |               |
| 1989 | День первый                            | Day One                                          | генерал Лесли Гроувс      | ТВ            |
| 1989 | Идеальный свидетель                    | Perfect Witness                                  | Джеймс Фолкон             | ТВ            |
| 1989 | Индеец                                 | Indio                                            |                           |               |
| 1989 | Георг Эльсер — единственный в Германии | Georg Elser — Einer aus Deutschland              | Вагнер                    |               |
| 1990 | Убийство в маленьком городке           | Killing in a Small Town, A                       | Эд Райверс                |               |
| 1990 | Презумпция невиновности                | Presumed Innocent                                | Рэймонд                   |               |
| 1990 | Синяя жара                             | Blue Heat aka Last of the Finest                 | Фрэнк Дейли               |               |
| 1990 | Сын — восходящая звезда                | Rising Son                                       | Гас Робинсон              | ТВ            |
| 1991 | Иллюзия убийства 2                     | F/X2                                             | Лео Макарти               |               |
| 1991 | Поймать убийцу                         | To Catch a Killer                                | Джон Уэйн Гэсси           |               |
| 1992 | Гладиатор                              | Gladiator                                        | Джимми Хорн               |               |
| 1992 | Нарушенные обещания                    | Deadly Matrimony                                 | сержант Джон Рид          | ТВ            |
| 1992 | Охота за бриллиантами                  | Diamond Fleece, The                              | злодей                    | ТВ            |
| 1992 | История Джеки Прессера                 | Teamster Boss: The Jackie Presser Story          | Джеки Прессер             |               |
| 1992 | Под тяжестью доказательств             | Burden of Proof, The                             | Диксон Хартелл            | ТВ            |
| 1993 | Последняя апелляция                    | Final Appeal                                     | Перри Сандквист           | ТВ            |
| 1993 | Убийство в провинции                   | Murder in the Heartland                          | Джон Макартур             |               |
| 1993 | Романы на чужбине                      | Foreign Affairs                                  | Чак Мампсон               | ТВ            |
| 1994 | В поисках справедливости               | Jack Reed: Search for Justice, A                 | сержант Джек Рид          | ТВ            |
| 1994 | Уходящая жизнь                         | Leave of Absence                                 | Сэм                       | ТВ            |
| 1995 | Джек Рид — один из наших               | Jack Reed: One of Our Own aka Deadly Justice     | сержант Джек Рид          |               |
| 1995 | Звезды падали на Генриэтту             | Stars Fell On Henrietta, The                     | Дейв Макдермотт           |               |
| 1995 | Увалень Томми                          | Tommy Boy                                        | Томас Кэллахэн            |               |
| 1996 | Ромео + Джульетта                      | Romeo + Juliet                                   | Тэд Монтагю               |               |
| 1996 | Сезон в чистилище                      | Season in Purgatory, A                           | Джеральд Брэдли           | ТВ            |
| 1998 | Круиз смерти                           | Voyage of Terror aka The Fourth Horseman         | Президент                 | ТВ            |
| 1999 | Танцуй со мной                         | Out of the Cold                                  | Дэвид Бардс               |               |
| 1999 | Патруль сети                           | Tom Clancy’s Netforce                            | Лауэлл Дэвидсон           | ТВ            |
| 2000 | Страж «Красной скалы»                  | Warden of Red Rock                               | шериф                     | ТВ            |
| 2000 | Взрыв                                  | Fail Safe                                        | генерал Боган             | ТВ            |
| 2000 | Смерть коммивояжёра                    | Death of Salesman                                | Уилли Ломан               | ТВ            |
| 2000 | Сорви-головы (для видео)               | Dish Dogs                                        | Фрост                     |               |
| 2001 | Летние игры                            | Summer Catch                                     | Джон Шиффнер              |               |
| 2002 | Три слепых мышонка                     | Three Blind Mice                                 | Мэтью Хоуп                | ТВ            |
| 2002 | Украденное лето                        | Stolen Summer                                    | отец Келли                |               |
| 2003 | Римская весна миссис Стоун             | Roman Spring of Mrs. Stone, The                  | Том Стоун                 | ТВ            |
| 2003 | Афера века                             | Crooked E: The Unshredded Truth About Enron, The | мистер Блю                | ТВ            |
| 2004 | Она ненавидит меня                     | She Hate Me                                      | Билли Чёрч                |               |
| 2004 | День катастрофы                        | Category 6: Day of Destruction                   | Энди Гудман               | ТВ            |
| 2005 | Наши святые отцы                       | Our Fathers                                      | пастер Доминик Спаньола   | ТВ            |
| 2005 | Нападение на 13-й участок              | Assault on Precinct 13                           | сержант Джаспер О’Ши      |               |
| 2006 | Пересечение Десятой и Вульф            | 10th & Wolf                                      | Агент Хорват              |               |
| 2006 | Добро пожаловать в Рай                 | Welcome to Paradise                              | Бобби Браун               |               |
| 2006 | Победитель                             | Everyone’s Hero                                  | Бейб Рут                  | (озвучивание) |
| 2006 | Последний подарок                      | Ultimate Gift, The                               | Гас                       |               |
| 2007 | Марко Поло                             | Marco Polo                                       | Кублай-хан                | ТВ            |
| 2007 | Рататуй                                | Ratatouille                                      | Джанго                    | (озвучивание) |
| 2008 | Право на убийство                      | Righteous Kill                                   | лейтенант Хингис          |               |
| 2010 | Три дня на побег                       | The Next Three Days                              | Джордж Бреннан            |               |
| 2010 | Я и Моника Велюр                       | Meet Monica Velour                               | Дедушка                   |               |
| 2011 | Большой год                            | The Big Year                                     | Раймонд Харрис            |               |
| 2015 | Рыцарь кубков                          | Knight of Cups                                   | Джозеф                    |               |
| 2018 | Ты водишь!                             | Tag                                              | отец Рэнди                |               |
| 2018 | Чайка                                  | The Seagull                                      | Пётр Сорин                |               |

Более подробный список актёрских работ в кино и на телевидении смотрите: IMDB

## Признание и награды

### Премии в кино
- 2001 — «Золотой глобус» в номинации «актёр в телесериале или фильме для телевидения» за роль Уилли Ломана в фильме «Смерть коммивояжёра».
- 2001 — Премия Гильдии киноактёров за роль Уилли Ломана в фильме «Смерть коммивояжёра».
- 2001 — Премия Гильдии продюсеров за полнометражный телефильм «Смерть коммивояжёра».

### Номинации на награды за роли в телефильмах
Шесть номинаций на премии «Эмми» за роли в телефильмах:
- 1990 — «Убийство в маленьком городке» в номинации «актёр второго плана»;
- 1992 — «Под тяжестью доказательств» в номинации «актёр второго плана»;
- 1992 — «Поймать убийцу» в номинации «главная мужская роль»;
- 1993 — «Убийство в маленьком городке» в номинации «актёр второго плана»;
- 2001 — «Смерть коммивояжёра» в номинации «главная мужская роль»;
- 2005 — «Наши святые отцы» в номинации «актёр второго плана».

### Премии за работу в театре
- 1999 Премия «Тони (премия)» в номинации «лучшая главная мужская роль» за участие в пьесе «Смерть коммивояжёра» (в постановке Роберта Фоллса)
- 1999 Премия «Лоуренса Оливье» «Смерть коммивояжёра» (в постановке Роберта Фоллса)
- 2003 Премия «Тони (премия)» за роль в пьесе Юджина О’Нила «Долгий день уходит в полночь» (в постановке Роберта Фоллса)